# Ридж Холланд
Люк Мензис (англ. Luke Menzies, род. 29 мая 1988, Батли, Уэст-Йоркшир) — английский рестлер и бывший регбист. В настоящее время он выступает в WWE на бренде NXT под именем Ридж Хо́лланд (англ. Ridge Holland).
Большую часть своей карьеры в регби-лиге он провел в различных клубах чемпионата, один раз выступал в Суперлиге за команду «Халл Кингстон Роверс» в 2008 году. Он начал карьеру в рестлинге в 2016 году и подписал контракт с WWE в 2018 году.

## Карьера в регби
В сентябре 2007 года Мензис подписал контракт с клубом «Халл Кингстон Роверс», в составе которого выступил в Суперлиге в 2008 году. В 2014 году он перешел в клуб «Салфорд Ред Девилз», за который сыграл один матч. В 2015 году он перешел в «Йорк Сити Найтс» на правах аренды. Позже в том же году он перешел в «Галифакс». В 2017 году он присоединился к команде «Торонто Вулфпэк» для участия в её первом сезоне.

## Карьера в рестлинге

### Независимая сцена (2016—2018)
Мензис обучался у легенды британского рестлинга Марти Джонса, а затем сделал себе имя на северо-востоке Англии в таких промоушенах, как 3 Count Wrestling, New Generation Wrestling и Tidal Championship Wrestling.
В декабре 2017 года Мензис выступил на Defiant Wrestling, проиграв в поединке с Джурном Симмонсом.
21 апреля 2018 года Мензис победил Эль Лигеро, Джозефа Коннерса и чемпиона Рэмпейджа Брауна и завоевал титул чемпиона 3CW. Через месяц он уступил титул Рэмпейджу Брауну, так как тот подписал контракт с WWE и переехал во Флориду.
Последний матч Мензиса на британской независимой арене состоялся 23 июня в Southside Wrestling, где Мензис победил Габриэля Кидда.

### WWE

#### Ранние выступления (2018—2020)
В ноябре 2016 года Мензис принял участие в пробах WWE. В мае 2018 года, проведя еще два года на независимой сцене, было объявлено о подписании контракта с WWE. В эпизоде NXT от 29 августа 2018 года он дебютировал на телевидении, проиграв Киту Ли. 21 ноября 2019 года он дебютировал на телевидении в NXT UK под именем Ридж Холланд, победив Оливера Картера.

## Титулы и достижения
- 3 Count Wrestling
  - Чемпион 3CW (1 раз)
- Pro Wrestling Illustrated
  - № 291 в топ 500 рестлеров в рейтинге PWI 500 в 2022